# Istigobius diadema
Istigobius diadema és una espècie de peix de la família dels gòbids i de l'ordre dels perciformes.

## Morfologia
Els mascles poden assolir els 10 cm de longitud total.

## Distribució geogràfica
Es troba a l'Índia, Malàisia, Indonèsia i Austràlia.